# Lei de Darcy
Na dinâmica dos fluidos e hidrologia, a lei de Darcy é uma equação constitutiva fenomenológica derivada que descreve o fluxo de um fluido através de um meio poroso. A lei foi formulada por Henry Darcy com base nos resultados de experimentos, publicado em 1856 sobre o fluxo de água através de leitos de areia. Constitui também a base científica da permeabilidade de fluidos utilizados em ciências da terra.

## Permeabilidade
A permeabilidade dos corpos consiste em uma propriedade dos corpos de permitirem, com maior ou menor facilidade, o escoamento de água através dos seus poros. Já a permeabilidade dos solos consiste, basicamente, em medir a velocidade de percolação da água em uma determinada amostra, considerando-se em escoamento laminar, considerando-se a temperatura no momento da análise.

## Aplicação do estudo de permeabilidade
A lei de Darcy é amplamente difundida nos estudos (projetos geotécnicos) de barragens, hidroelétricas, filtros drenantes, fundações,  fossas sépticas, construções que envolvem movimentação do solo e estabilidade.

## Coeficiente de permeabilidade
O coeficiente de permeabilidade, K, é um índice empregado para estabelecer parâmetros de permeabilidade dos solos. Resumidamente, é um valor que representa a velocidade com que a água atravessa uma amostra. Como este índice é bastante pequeno numericamente, foi convencionado expressar seu resultado em forma de potenciação, exemplo: K = 2,20 x 10−5 cm/s ou K = 1,27 x 10−7 m/s
Como a temperatura influencia no valor final de K, foi convencionado que ele deve ser convertido para uma temperatura final de 20°C, corrigindo-se a viscosidade da água à temperatura do ensaio:
K20º = Kt x (Mt / M20º), onde: M20º = Viscosidade da água a 20 °C e Kt = Coeficiente da temperatura do ensaio.

## Fatores que influenciam a permeabilidade do solo
O coeficiente de permeabilidade pode sofrer alterações consideráveis em função do índice de vazios do material e da temperatura da água no momento do ensaio. Um mesmo solo poderá apresentar, conforme sua situação, coeficiente de permeabilidade diferente:
- O índice de vazios (e) da amostra é diretamente proporcional ao coeficiente de permeabilidade, ou seja, quanto maior for o índice de vazios, maior será o valor do coeficiente de permeabilidade;
- A temperatura da água é outro fator que alterará o resultado final do valor do coeficiente de permeabilidade, caso haja aumento de temperatura da água, haverá a redução da sua viscosidade e, com isso, a água fluirá mais facilmente pelos vazios da amostra, reduzindo o tempo gasto para atravessá-la. Assim, o coeficiente aumentará, ou seja, solos ensaiados a temperaturas mais elevadas apresentam coeficientes de permeabilidade maiores;
- O tipo de material analisado também irá exercer influêcia sob o coeficiente de permeabilidade. Solos granulares, como pedregulhos e areais, apresentam maior coeficiente de permeabilidade. Solos finos siltes e argilas apresentam menor coeficiente de permeabilidade.

## Lei de Darcy

Diagrama mostrando definições e direções para a Lei de Darcy.

A lei de Darcy que calcula a vazão Q em um meio poroso é dada pela relação entre a permeabilidade do meio {\displaystyle \kappa },  a queda de pressão ({\displaystyle p_{b}-p_{a}}), a viscosidade do fluido μ, ao longo de uma distância L e área de seção transversal A, :
{\displaystyle Q={\frac {-\kappa A}{\mu }}{\frac {(p_{b}-p_{a})}{L}}}.
Em 1856, Darcy enunciou a lei do regime de escoamento:
A velocidade de descarga da água dentro de um regime de escoamento laminar é diretamente proporcional ao gradiente hidráulico, isto é, a perda de carga por comprimento da amostra. Sendo V = K x i, onde:
V = Velocidade de descarga em (cm/s ou m/s)
K = Constante de permeabilidade (cm/s ou m/s)
i = Gradiente hidráulico
i = h/L, onde: 
L = Altura da amostra (cm)
h = Carga hidráulica (cm)

## Determinação do coeficiente de permeabilidade
O coeficiente de permeabilidade dos solos, poderá ser determinado em laboratório ou em campo além de ser estimado através da equação empírica.
- A permeabilidade de carga constante é calculada através:

K = (Q x L) / (A x t x h), onde:
A = Área da amostra onde flui a água. (cm²)
t = Tempo de escoamento da água (s)
- A Permeabilidade de Carga Variável é calculada através:

K = 2,3 x [(a x L) / (A x t)] x Log (h1/h2), onde:
a =  Área do tubo de carga (cm²)
h1 =  Carga hidráulica inicial (cm)
h2 =  Carga hidráulica final (cm)
O coeficiente de permeabilidade pode ser determinado através do ensaio de adensamento o que possibilita determinar esse índice quando o solo estiver sob carregamento.
- O coeficiente de permeabilidade em solos pedregulhosos e arenosos, podem ser estimados pela fórmula de Hazen, utilizando a análise granulométrica:

K = (Def)² x 100, onde:
Def = Diâmetro efetivo do solo

## Fluxo de Água nos Solos
A velocidade de descarga e a velocidade real da água:
A = L x h
Velocidade = Vazão/Área (m/s)
Obs.: A  água atravessa a amostra de solos pelos vazios, logo:
Q = A x V = AF x VF, onde;
A = Área total
AF = Área de Vazios
V = Velocidade Inicial

VF = Velocidade final
Como A/AF = I/M = Vt/Vv então VF = V/M